# Herrenhaus Morgow
Schloss Morgow (polnisch Zespół pałacowy w Margowo) befindet sich im heute polnischen Hinterpommern in der Gmina Świerzno, Powiat Kamieński.

## Geschichte
Das Gut wird erstmals im 14. Jahrhundert als Lehen der von Osten genannt. Auch die Geschlechter Knuth, Ploetz und Steinwehr werden als Besitzer genannt. Durch Umwandlung der Grundherrschaft in die Gutsherrschaft entstand ein Rittergut, welches um 1870 700 Hektar umfasste.

## Bauwerk
Das Herrenhaus stammt aus dem 18. Jahrhundert. Der Bau ist zweigeschossig als verputzter Backsteinbau aufgeführt. Am Giebel ist die Jahreszahl 1772 angebracht. Im 19. Jahrhundert sind einige Anbauten und Umbauten vorgenommen worden. Bemerkenswert ist, dass das Herrenhaus in Mühlhäge (heute: Mystkowo) dem Herrenhaus von Morgow ähnelt.